# Anthomyia inuncta
Anthomyia inuncta este o specie de muște din genul Anthomyia, familia Anthomyiidae. A fost descrisă pentru prima dată de Zetterstedt în anul 1838.
Este endemică în Sweden. Conform Catalogue of Life specia Anthomyia inuncta nu are subspecii cunoscute.